# Jestřebí (Česká Lípa-i járás)
Jestřebí település Csehországban, Česká Lípa-i járásban. Jestřebí Doksy, Zahrádky, Provodín, Holany, Chlum és Dubá településekkel határos. Lakosainak száma 853 fő (2024. január 1.).

## Népesség
A település lakosságának változását az alábbi diagram mutatja:
| Lakosok száma | 1301 | 1098 | 1080 | 830  | 752  | 770  | 856  | 828  | 828  | 853  |
|               | 1869 | 1890 | 1921 | 1950 | 1980 | 2001 | 2017 | 2019 | 2022 | 2024 |